# Jutta de Turingia
Jutta de Turingia (n. 1184 – d. 6 august 1235, Schleusingen) a fost cea mai mare fiică a landgrafului Herman I de Turingia cu prima sa soție, Sofia de Sommerschenburg, una dintre fiicele lui Frederic al II-lea de Sommerschenburg.
Înainte de 1197 Jutta a devenit soția margrafului Theodoric I de Meissen.
După moartea soțului în 1221, Jutta a fost angrenată într-o dispută cu fratele ei, landgraful Ludovic al IV-lea de Turingia, care era nerăbdător să devină regent al fiului ei în vârstă de trei ani, Henric.
În 1223 Jutta s-a căsătorit cu contele Poppo al VII-lea de Henneberg. Ea a murit în 1235.

## Căsătorii și descendenți
Din căsătoria cu Dietrich I de Meissen au rezultat cinci copii:
- Hedviga (d. 1249), căsătorită cu contele Dietrich al IV-lea de Cleves (1185–1260);
- Otto (d. înainte de 1215);
- Sofia (d. 1280), căsătorită cu contele Henric de Henneberg (d. 1262);
- Jutta;
- Henric cel Ilustru (1218–1288), margraf de Meissen.

Din căsătoria cu Poppo al VII-lea de Henneberg a rezultat un fiu:
- Herman (1224–1290).